# Ambrostoma leigongshana
Ambrostoma leigongshana es un coleóptero de la familia Chrysomelidae que fue descrita científicamente por primera vez en 1992 por Wang. Los olmos son sus huéspedes.

## Distribución geográfica
Habita en Guizhou, en China.